# كارلوس إيبانيز ديل كامبو
كارلوس إيبانيز ديل كامبو (بالإسبانية: Carlos Ibáñez del Campo) (و. 1877 – 1960 م) هو ضابط، سياسي من تشيلي .
تولى منصب قائمة رؤساء تشيلي (1952-11-03–1958-11-03)، وقائمة رؤساء تشيلي (1927-07-21–1931-07-26) .

## روابط خارجية
- كارلوس إيبانيز ديل كامبو على موقع الموسوعة البريطانية (الإنجليزية)
- كارلوس إيبانيز ديل كامبو على موقع مونزينجر (الألمانية)